# Cratere Kamoi
Kamoi è un cratere sulla superficie di 25143 Itokawa.Ben visibile nella stagione primaverile dal tranquillo paese di San Terenzo